# Горящий Нойбранденбург
«Горящий Нойбранденбург» (нем. Das brennende Neubrandenburg), также «Восход в Нойбранденбурге» (нем. Sonnenaufgang bei Neubrandenburg) и «Закат в Нойбранденбурге» (нем. Sonnenuntergang bei Neubrandenburg) — картина в стиле романтизма немецкого художника Каспара Давида Фридриха, написана в 1830—1835 годах и представляет собой живопись маслом на холсте размером 72,2×101,3 см. В настоящее время хранится в Кунстхалле в Гамбурге.

## Описание изображения
На картине изображена тропа между обработанными полями, ведущая к воротам города с готической архитектурой. Название картины описывает населённый пункт как Нойбранденбург. Город окружен кольцом из деревьев, которое начинается слева и открывает вид на трёхчастную систему ворот. Над деревьями возвышаются церковь и два других здания. Церковь имеет богато украшенный фронтон и двухэтажную башню с плоской крышей. Спереди слева изображены три стога сена. Линия из валунов указывает направление пути. Храм доминирует над силуэтом города. Часть церковной крыши скрыта за белыми и коричневыми облаками дыма, вырывающимися из храма наружу. Дым сочетается с серо-голубой цепью облаков на заднем плане. Лучи солнца, спрятанные за городом, прорываются из-под облаков. Сверху светло-голубое небо приобретает монохромный светло-серый цвет.

## Изображение и ландшафт
На картине изображён ландшафт 1830 года у Фридландских ворот на севере Нойбранденбурга. Об этом свидетельствует городская карта 1820 года и рисунок 1819 года Карла Густава Каруса с видом на город с севера. Расположение дороги, ведущей к воротам, соответствует ситуации на начало XIX века. Церковь Святой Марии, или Мариенкирхе показана относительно Фридландских ворот на главной оси с небольшим поворотом против часовой стрелки. Это говорит о том, что сам автор смотрел на город с северо-востока . Художник изобразил башню церкви в два этажа восьмиугольной формы без завершения; такой вид она приобрела лишь в 1842 году. Справа от Мариенкирхе видна Трептовская башня, которая находится в конце улицы Дарренштрассе. Земляная стена слева и группа деревьев за валами, покрытых дубом, представляют собой границу кладбища, установленного за пределами города, и обширных пастбищ.